# Xã East Hibbard, Quận Kearny, Kansas
Xã East Hibbard (tiếng Anh: East Hibbard Township) là một xã thuộc quận Kearny, tiểu bang Kansas, Hoa Kỳ. Năm 2010, dân số của xã này là 108 người.